# Justin Haak
Justin Haak (Brooklyn, Nueva York, Estados Unidos; 12 de septiembre de 2001) es un futbolista, estadounidense. Se desempeña como centrocampista y su equipo actual es el New York City FC de la Major League Soccer. También es internacional con la selección de Estados Unidos sub-20.

## Primeros años
Haak asistió a la escuela secundaria Tompkins Square en el Lower East Side de 2012 a 2015; asistió a la escuela secundaria de estudios ambientales en la ciudad de Nueva York de 2015 a 2019. Mientras asistía, jugó para la Academia de NYCFC.

## Carrera profesional
El 24 de enero de 2019, Haak firmó como  Jugador de cosecha propia con el equipo de Major League Soccer New York City FC.
Haak hizo su debut profesional el 4 de junio de 2019, apareciendo como suplente en el minuto 86 durante la victoria por 5-2 contra el FC Cincinnati.
El 9 de septiembre de 2020, Haak se unió al USL Championship lado Hartford Athletic cedido por el  New York City por el resto de la  temporada  2020.
El 17 de septiembre, Haak anotó su primer gol profesional en la victoria por 3-1 de Hartford sobre New York Red Bulls II.
El 16 de agosto de 2021, Haak se reincorporó al Hartford Athletic cedido por el resto de la temporada 2021.

## Estadísticas

### Club
Actualizado al último partido disputado el 11 de octubre de 2020.
| Club                         | Temporada     | Liga          | Liga  | Liga  | Copa Nacional | Copa Nacional | Otros | Otros | Total | Total |
| Club                         | Temporada     | División      | Part. | Goles | Part.         | Goles         | Part. | Goles | Part. | Goles |
| ---------------------------- | ------------- | ------------- | ----- | ----- | ------------- | ------------- | ----- | ----- | ----- | ----- |
| New York City                | 2019          | MLS           | 3     | 0     | 3             | 0             | —     | —     | 6     | 0     |
| New York City                | 2020          | MLS           | 0     | 0     | —             | —             | 0     | 0     | 0     |       |
| New York City                | 2021          | 0             | 0     | —     | —             | 0             | 0     | 0     | 0     |       |
| Total                        | Total         | 3             | 0     | 3     | 0             | 0             | 0     | 6     | 0     |       |
| Hartford Athletic (préstamo) | 2020          | USL           | 7     | 1     | —             | —             | 1     | 0     | 8     | 1     |
| Carrera total                | Carrera total | Carrera total | 10    | 1     | 3             | 0             | 1     | 0     | 14    | 1     |